# 새크리파이스 (영화)
"새크리파이스"(영어: Sacrifice)는 2025년 개봉 예정인 액션, 모험, 코미디 영화이다. 로맹 가브라스가 감독과 공동각본을 맡았다.